# Sankt Michael im Burgenland
Sankt Michael im Burgenland é um município da Áustria localizado no distrito de Güssing, no estado de Burgenland.